# Залесье (Устюженский район)
Залесье — деревня в Устюженском районе Вологодской области.
Входит в состав Залесского сельского поселения, с точки зрения административно-территориального деления — в Залесский сельсовет.
Расположена на трассе А8. Расстояние по автодороге до районного центра Устюжны — 23 км, до центра муниципального образования деревни Малое Восное — 3 км. Ближайшие населённые пункты — Возгриха, Зыково, Старое Малое, Большое Восное.

## История
Через деревню проходил почтовый тракт Боровичи - Устюжна
В конце XIX и начале XX века деревня административно относилась к Залесской сельской общине, Маловосновской волости, Устюженского уезда, Новгородской губернии.
К Залесской сельской общине так же относилась деревня Возгриха.
Согласно "Списку населенных мест Новгородской губернии за 1911 г." деревня Залесье - самое многолюдное поселение в волости. В деревне было 62 занятых постройками дворовых места, на которых было 104 жилых строения. Жителей обоего пола - 332 человека (мужчин - 153, женщин - 179). Главное занятие жителей - земледелие, подсобное занятие - отхожий заработок. Ближайший водоем - пруд. В деревне располагалось волостное правление, почтовое отделение и станция (начальник - Осницкий Михаил Алексеевич), земская конная станция (9 лошадей), кузница, мелочная лавка, 2 овчинных заведения, хлебо-запасной магазин и кредитное товарищество.
При почтовом отделении в 1904 году была открыта библиотека-читальня им. Некрасова, в которой числилось 972 книги. В 1914 году - 996 книг, заведующая - Сахарова Анна Павловна.

## Демография
Население по данным переписи 2002 года — 97 человек (46 мужчин, 51 женщина). Преобладающая национальность — русские (99 %).

## Достопримечательности
В деревне расположен памятник архитектуры жилой дом Смирновой.